# Associazione Calcio Femminile Giolli Gelati Roma 1980
Questa voce raccoglie le informazioni riguardanti la Associazione Calcio Femminile Giolli Gelati Roma nelle competizioni ufficiali della stagione 1980.

## Organigramma societario

### Area tecnica
- Dirigente accompagnatore: Giancarlo Palironi
- Massaggiatore: Bruno Bucciani
- Massaggiatrice: Giuliana Ceccattini

## Rosa
Rosa e numerazione con dati parziali.
| N. |                   | Ruolo | Calciatrice         |
| -- | ----------------- | ----- | ------------------- |
| 8  | Italia (bandiera) | A     | Tiziana Bartoccioni |
| 10 | Scozia (bandiera) | A     | Maria Blagojevic    |
| 3  | Italia (bandiera) | D     | Anna Cafà           |
| 7  | Italia (bandiera) | A     | Patrizia Cappuccini |
| 11 | Italia (bandiera) | A     | Laura Ceccherini    |
| 11 | Italia (bandiera) | A     | Cinzia Cesarini     |
| 2  | Italia (bandiera) | D     | Angela Comparcola   |
| 4  | Italia (bandiera) | C     | Marisa Conicchioli  |

| N. |                   | Ruolo | Calciatrice       |
| -- | ----------------- | ----- | ----------------- |
| 5  | Italia (bandiera) | C     | Vania De Silveri  |
| 1  | Italia (bandiera) | P     | Roberta Granieri  |
| 7  | Italia (bandiera) | A     | Patrizia Pasquali |
| 9  | Italia (bandiera) | A     | Celeste Popolla   |
|    | Italia (bandiera) |       | Flavia Procopio   |
| 6  | Italia (bandiera) | C     | Elisabetta Saldi  |
| 6  | Italia (bandiera) | C     | Claudia Salvestri |